# Leclercera machadoi
Leclercera machadoi is een spinnensoort uit de familie Psilodercidae. De soort komt voor in Nepal.